# Surrey-Guildford-Whalley (circonscription britanno-colombienne)
Pour les articles homonymes, voir Surrey, Guildford (homonymie) et Whalley.
Circonscription électorale provinciale du Canada
Surrey-Guildford-Whalley est une ancienne circonscription provinciale de la Colombie-Britannique représentée à l'Assemblée législative de la Colombie-Britannique de 1986 à 1991.

## Géographie
La circonscription représentait une partie de la ville et région de Surrey.

## Liste des députés
| Législature                                                         | Années                                                   | Député                                                   | Député                                                   | Parti                                                    |
| Surrey-Guildford-Whalley Circonscription issue de Surrey            | Surrey-Guildford-Whalley Circonscription issue de Surrey | Surrey-Guildford-Whalley Circonscription issue de Surrey | Surrey-Guildford-Whalley Circonscription issue de Surrey | Surrey-Guildford-Whalley Circonscription issue de Surrey |
| ------------------------------------------------------------------- | -------------------------------------------------------- | -------------------------------------------------------- | -------------------------------------------------------- | -------------------------------------------------------- |
| 34e                                                                 | 1986–-1991                                               |                                                          | Joan Smallwood                                           | Néo-démocrate                                            |
| Circonscription abolie, voir Surrey-Green Timbers et Surrey-Whalley |                                                          |                                                          |                                                          |                                                          |